# Morte de uma língua
Em linguística, a morte de uma língua ocorre quando uma língua perde o seu último falante nativo. Por extensão, a extinção de uma língua ocorre quando a língua deixa de ser conhecida, inclusive pelos falantes de uma segunda língua, quando passa a ser conhecida como língua extinta. Outros termos relacionados são linguicídio, quando a morte de uma língua ocorre por causas naturais ou políticas, e glotofagia, em que há a absorção ou substituição de uma língua menor por uma língua maior.
A morte de uma língua é um processo no qual o nível de competência linguística de uma comunidade de fala em sua variedade linguística diminui, resultando eventualmente na ausência de falantes nativos ou fluentes da variedade. Esse fenômeno pode afetar qualquer forma linguística, incluindo dialetos. A morte linguística não deve ser confundida com o desgaste linguístico (também chamado de perda linguística), que descreve a perda de proficiência na primeira língua de um indivíduo.
No período moderno, a morte de diversas línguas resultou tipicamente do processo de assimilação cultural que levou à mudança linguística e ao abandono gradual de uma língua nativa em favor de uma língua franca estrangeira, em grande parte as línguas de países europeus.
Na década de 2000, existiam um total de cerca de 7 000 línguas faladas nativamente em todo o mundo. A maioria destas são línguas menores em perigo de extinção; uma estimativa publicada em 2004 esperava que cerca de 90% das línguas atualmente faladas serão extintas até 2050. A Ethnologue registra 7 358 línguas vivas conhecidas; embora em 20 de maio de 2015, o número tenha sido de 7 102; e em 23 de fevereiro de 2015, de 7 097 línguas.

## Definição
Muitas vezes, uma língua é declarada morta antes mesmo da morte do último falante nativo da língua. Se restarem apenas alguns falantes idosos de uma língua, e eles não usarem mais essa língua para comunicação, então a língua está efetivamente morta. Uma língua que atingiu um estágio tão reduzido de uso é geralmente considerada moribunda. Metade das línguas faladas no mundo não estão sendo ensinadas às novas gerações de crianças. Quando uma língua deixa de ser uma língua nativa – isto é, se nenhuma criança estiver sendo socializada nela como sua língua principal – o processo de transmissão termina e a língua em si não sobreviverá além das gerações atuais.